# Otakar Hák
Škpt. Otakar Hák (9. ledna 1913 Račice nad Trotinou – ?) byl důstojník československé armády a partyzánský velitel z období druhé světové války.

## Život

### Před druhou světovou válkou
Otakar Hák se narodil 9. ledna 1913 v Račicích nad Trotinou na královéhradecku. Vystudoval gymnázium a následně nastoupil na prezenční vojenskou službu v Terezíně. V jejím rámci absolvoval školu pro důstojníky jezdectva v záloze v Pardubicích. Po rozhodnutí zůstat v armádní službě studoval mezil lety 1934 a 1936 na Vojenské akademii v Hranicích. Do rozpadu Československa sloužil v Bratislavě. Byl známý bouřlivou povahou a kázeňskými prohřešky.

### Druhá světová válka
Po německé okupaci v březnu 1939 a následném rozpuštění Československé armády pracoval Otakar Hák jako úředník hospodářské kontroly v Hradci Králové. Dne 13. dubna 1940 vstoupil do Vládního vojska, sloužil v Benešově a poté v Josefově. Jako příslušník 7. josefovského praporu a velitel jezdecké čety odeslán v květnu 1944 do severní Itálie, kde 18. června téhož roku zběhl společně s dalšími k italským partyzánům v rámci předem domluveného přepadu v Rosone. Poté byl ustanoven velitelem asi šedesátičlenného československého partyzánského oddílu tvořeného přeběhlými příslušníky Vládního vojska. Oddíl nepůsobil jako celek, ale jako operativně organizované menší skupiny. K jejich soustředění došlo v srpnu 1944 v Champorcher před přechodem Alp do Francie. Itálii jednotka opustila 6. září 1944, dne 9. září se v Moûtiers setkala s dalšími oddíly, následně došlo ke společnému přesunu do Lyonu. V něm se skupina zkontaktovala z Karlem Horou. Ten obstaral automobil, kterým malá delegace včetně Otakara Háka odjela do Paříže vyjednat vstup bývalých vládních vojáků do československého zahraničního vojska. To se podařilo a skupina, ke které se postupně přidaly další jednotky přešlé z Itálie, byla 3. října 1944 převezena automobily Československé samostatné obrněné brigády k jednotce. Otakar Hák byl 13. října odeslán do Velké Británie, kde absolvoval kurz u československého tankového výcvikového střediska. Dne 1. dubna 1945 byl ustanoven velitelem tanku v rámci záložní roty Československé samostatné obrněné brigády. S ní se 18. května téhož roku vrátil do Československa.

### Po druhé světové válce
Po ukončení druhé světové války zůstal Otakar Hák v armádní službě, jako příslušník 14. tankové brigády sloužil v Ostravě, Pardubicích a Milovicích. Z důvodu kázeňských prohřešků a nízkým sympatiím k novému lidově-demokratickému zřízení byl k 1. červenci 1949 v pouhých třiceti šesti letech přeložen do výslužby s poznámkou jakékoliv vojenské služby neschopen. Dosáhl hodnosti štábního kapitána.

## Vyznamenání
- Československý válečný kříž 1939
- Hvězda 1939–1945
- Pamětní medaile československé armády v zahraničí
- Odznak Československého partyzána